# Carposínids
Els carposínids (Carposinidae) són una família de lepidòpters glossats de la superfamília dels carposinoïdeus (Carposinoidea). Són arnes que tenen les ales més estretes que Copromorphidae, amb les ales menys arrodonides. Els mascles solen tenir taques visibles en qualsevol de les superfícies.

## Distribució
Les espècies de Carposinidae es troben a tot el món excepte el NW de la zona paleàrtica.

## Història natural
Els adults són de color verdós o grisenc, amb patrons de camuflatge, vol nocturn i atret per les llums. Les erugues viuen en les fulles, flors, fruits o brots, o també en les agalles en el teixit de la planta. Les larves poden descendir al sòl i fer un capoll cobert de detritus.
Les erugues s'alimenten de la família de les gimnosperma Podocarpaceae així com de les plantes dicotiledònies, famílies Asteraceae, Campanulaceae, Ericaceae, Fagaceae, Myrtaceae, Rosaceae, Proteaceae i Rutaceae (Dugdale et al., 1999). Com les arnes poden infestar algunes fruites es consideren espècies de plagues com l'"arna del préssec".

## Gèneres
- Carposina Herrich-Schäffer, 1853
- Alexotypa Diakonoff, 1989
- Anomoeosis Diakonoff, 1954
- Archostola Diakonoff, 1949
- Atoposea Davis, 1969
- Blipta Diakonoff, 1954
- Bondia Newman, 1856
- Camacostoma Diakonoff, 1954
- Campylarchis Diakonoff, 1968
- Commatarcha Meyrick, 1935
- Coscinoptycha Meyrick, 1881
- Ctenarchis Dugdale, 1995 [nomen nudum of Meyrick]
- Delarchis Meyrick, 1938
- Desiarchis Diakonoff, 1951
- Epicopistis Turner, 1933
- Glaphyrarcha Meyrick, 1938
- Heterogymna Meyrick, 1913
- Hystrichomorpha Diakonoff, 1954
- Meridarchis Zeller, 1867
- Mesodica Diakonoff, 1949
- Metacosmesis Diakonoff, 1949
- Metrogenes Meyrick, 1926
- Nosphidia Diakonoff, 1982
- Paramorpha Meyrick, 1881
- Peragrarchis Diakonoff, 1959
- Peritrichocera Diakonoff, 1961
- Picrorrhyncha Meyrick, 1922
- Scopalostoma Diakonoff, 1957
- Sosineura Meyrick, 1910
- Spartoneura Diakonoff, 1954
- Tesuquea Klots, 1936
- Xyloides Diakonoff, 1954